# Летучий отряд Скотланд-Ярда (фильм, 2012)
«Летучий отряд Скотланд-Ярда» (англ. The Sweeney) — британский криминальный боевик режиссёра Ника Лава, основанный на одноименном телесериале 1970-х годов режиссёра Йен Кеннеди Мартин. Премьера фильма состоялась 12 сентября 2012 года.

## Сюжет
Сотрудники Летучего отряда Столичной полицейской службы борются с преступниками своими жёсткими, но проверенными методами. Джэк Риган (Рэй Уинстон) и Джордж Картер (Бен Дрю) находятся в эпицентре событий: после провала по поимке грабителей на горячем они отправляются на их розыск.

## В ролях
- Рэй Уинстон — Джек Риган
- Бен Дрю — Джордж Картер
- Дэмиэн Льюис — Фрэнк Хаскинс
- Хэйли Этвелл — Нэнси Левис
- Стивен Маккинтош — Ивэн Левис
- Аллен Лич — Саймон Эллис
- Вэддингтон, Стивен — Миллер
- Кэролайн Чикези[англ.] — Кларк
- Кара Тойнтон[англ.] — Меган
- Алан Форд — Харри

## Критика
Рецензия-опрос веб-сайта Rotten Tomatoes показала, что 46 % респондентов, оценив на 3.2 балла из 5, дали положительный отзыв о фильме. Значения томатометра составило 46 %, основываясь на 61 обзоре (28 свежих, 33 гнилых) со средней оценкой 5/10.